# Heinrich Heim (Maler)
Heinrich Heim (* 24. April 1850 in Rüsselsheim am Main, Großherzogtum Hessen; † 29. Oktober 1935 in Nürnberg) war ein deutscher Maler.

## Leben

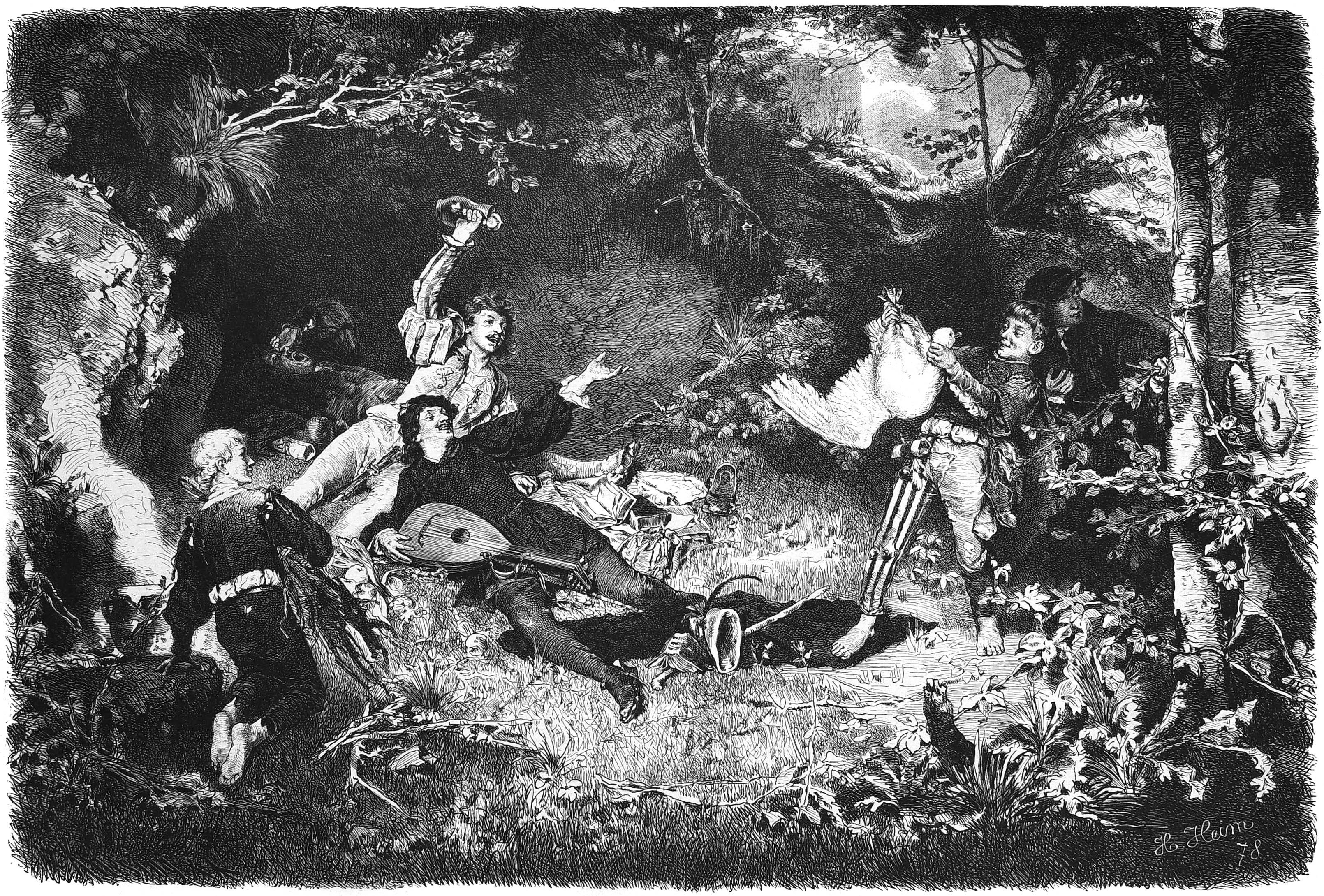
Fahrende Schüler im Lager, Illustration nach einem Gemälde von Heim in der Zeitschrift Die Gartenlaube, 1879

Heim besuchte 1874 die Nürnberger Kunstschule, am 19. Oktober 1874 schrieb er sich zum Malereistudium an der Königlichen Akademie der Bildenden Künste in München ein. Er unternahm eine Studienreise nach Belgien und in die Niederlande. 1888 berief ihn die Nürnberger Kunstschule als Professor für Aktzeichnen.
1885 war er an der Ausmalung von Schloss Neuschwanstein beteiligt. Für das Haupttreppenhaus von Schloss Drachenburg schuf er in den 1880er Jahren die monumentalen Historiengemälde Sängerkieg auf Nonnenwerth und  Die Hochzeit eines Kölner Partriziers mit einer englischen Königstochter im Jahr 1201. 1890 entstand sein Monumentalbild Eröffnung der ersten deutschen Eisenbahn zwischen Nürnberg und Fürth am 7. Dezember 1835. Die Stadt Nürnberg stiftete es 1905 für das 1906 eröffnete Deutsche Museum.